# Gran Premio motociclistico di Germania 1962
Il Gran Premio motociclistico di Germania fu il sesto appuntamento del motomondiale 1962.
Si svolse il 15 luglio 1962 sul circuito della Solitude. Erano in programma le classi 50, 125, 250 e sidecar. La gara si corse in concomitanza con il Gran Premio di Stoccarda, gara di Formula 1 non iridata vinta da Dan Gurney (Porsche).
Quarta vittoria consecutiva per Ernst Degner nella 50.
Dominio Honda in 125 e 250: nella ottavo di litro vinse Luigi Taveri, mentre nella quarto di litro Jim Redman ebbe ragione del compagno di Marca Bob McIntyre per un decimo di secondo.
Nei sidecar, all'ultima gara stagionale, vittoria e titolo iridato a Max Deubel.

## Classe 250

### Arrivati al traguardo
| Pos. | Pilota            | Moto       | Tempo     | Punti |
| ---- | ----------------- | ---------- | --------- | ----- |
| 1    | Jim Redman        | Honda      | 51' 41" 8 | 8     |
| 2    | Bob McIntyre      | Honda      | +0" 1     | 6     |
| 3    | Kenjiro Tanaka    | Honda      | +1' 28" 5 | 4     |
| 4    | Günter Beer       | Adler      | +1' 29" 9 | 3     |
| 5    | Arthur Wheeler    | Moto Guzzi | +1 giro   | 2     |
| 6    | Michael Schneider | NSU        | +1 giro   | 1     |

## Classe 125

### Arrivati al traguardo
| Pos. | Pilota        | Moto    | Tempo     | Punti |
| ---- | ------------- | ------- | --------- | ----- |
| 1    | Luigi Taveri  | Honda   | 45' 27" 9 | 8     |
| 2    | Tommy Robb    | Honda   | +14" 3    | 6     |
| 3    | Mike Hailwood | EMC     | +26" 6    | 4     |
| 4    | Bob McIntyre  | Honda   | +34" 7    | 3     |
| 5    | John Grace    | Bultaco |           | 2     |
| 6    | Hugh Anderson | Suzuki  |           | 1     |

## Classe 50

### Arrivati al traguardo
| Pos. | Pilota               | Moto     | Tempo     | Punti |
| ---- | -------------------- | -------- | --------- | ----- |
| 1    | Ernst Degner         | Suzuki   | 34' 16" 8 | 8     |
| 2    | Hans-Georg Anscheidt | Kreidler | +23"      | 6     |
| 3    | Mitsuo Itoh          | Suzuki   | +38" 6    | 4     |
| 4    | Luigi Taveri         | Honda    |           | 3     |
| 5    | Seiichi Suzuki       | Suzuki   |           | 2     |
| 6    | Michio Ichino        | Suzuki   |           | 1     |

## Classe sidecar

### Arrivati al traguardo
| Pos | Pilota            | Passeggero      | Moto | Tempo     | Punti |
| --- | ----------------- | --------------- | ---- | --------- | ----- |
| 1   | Max Deubel        | Emil Hörner     | BMW  | 43' 29" 8 | 8     |
| 2   | Florian Camathias | Harry Winter    | BMW  | +47" 4    | 6     |
| 3   | Fritz Scheidegger | John Robinson   | BMW  | +2' 13" 8 | 4     |
| 4   | Claude Lambert    | Alfred Herzig   | BMW  |           | 3     |
| 5   | August Rohsiepe   | Lothar Böttcher | BMW  |           | 2     |
| 6   | Georg Auerbacher  | Eduard Dein     | BMW  |           | 1     |